# Pavetta rubentifolia
Espèce
Statut de conservation UICN

 CR B2ab(iii) : 
En danger critique
Pavetta rubentifolia S.D. Manning est une espèce de plantes de la famille des Rubiaceae et du genre Pavetta, selon la classification phylogénétique. Elle est endémique du Cameroun. On la trouve dans les forêts submontagneuses de 800 à 1 600 m d'altitude de la région du Sud-Ouest, notamment sur les Monts Bakossi et à l'ouest de Bangem. Son habitat est menacé par l'agriculture et la collecte de bois.